# 890 Waltraut
890 Waltraut este un asteroid din centura principală, descoperit pe 11 martie 1918, de Max Wolf.